# Zaedyus pichiy
Zaedyus pichiy (пічі) — броненосець із Аргентини. Це єдиний живий представник роду Zaedyus і єдиний броненосець, який впадає в сплячку. Викопні рештки з формації Серро-Асуль вказують на те, що цей вид вже еволюціонував у епоху пізнього міоцену.

## Морфологічна характеристика
Довжина голови й тулуба становить 260—335 мм, а довжина хвоста — приблизно 100—140 мм. Пічі має дуже маленькі вуха, добре розвинені кігті та темно-коричневий панцир. Панцир зазвичай має краї від білого до жовтого кольору, між якими стирчать волоски; волоски варіюються від переважно чорних щетинок до більш довгих жовтих і білих волосків. Хвіст зазвичай жовтий.

## Поширення
Пічі мешкає в Патагонії, на південь до Магелланової протоки на території Чилі і південної Аргентини. Пічі зустрічається на луках і в посушливих регіонах південної частини Південної Америки. Зазвичай живе живе на луках і у відкритих пампах на ділянках з піщаним ґрунтом. Він заривається під землю, але зустрічається над землею як вночі, так і вдень.

## Спосіб життя
Пічі зазвичай ведуть нічний спосіб життя, але виявляють певну активність вдень. Вони є самотніми видами і, як відомо, взимку впадають у заціпеніння. Вид риє неглибокі нори для укриття та уникнення хижаків. Пічі зазвичай підтримує змінну температуру тіла приблизно 24,0–35,2 градусів Цельсія.
Раціон пічі зазвичай складається з комах, черв'яків, деяких рослинних матеріалів (наприклад, бульб), падла та інших тваринних матеріалів. Також відомо, що він їсть деяких гризунів і ящірок.
Про розмноження відомо небагато. Припускають, що він розмножується цілий рік з періодом вагітності близько 60 днів. У пічі є виводки з 1–3 малюків вагою приблизно 95–115 г, яких відлучають приблизно через 6 тижнів. Вважається, що тривалість життя становить близько 9 років.